# Larry Marshall (énekes)
Larry Marshall, született Fitzroy Marshall (Lawrence Park, 1941. december 17. – Miami, Florida, 2017. augusztus 24.) jamaicai reggae-énekes.

## Diszkográfia
- Presenting Larry Marshall (1973)
- I Admire You (1975)
- Dance With Me Across The Floor (1988)
- Come Let Us Reason (1992)
- In Jah Corn Field
- Golden Hits (1998)
- I Admire You In Dub (2000, King Tubbyval)
- Throw Mi Corn